# Blechnum mochaenum
Blechnum mochaenum là một loài dương xỉ trong họ Blechnaceae. Loài này được (Looser) de la Sota mô tả khoa học đầu tiên năm 1972.